# Маккул-Джанкшен (Небраска)
Маккул-Джанкшен (англ. McCool Junction) — селище (англ. village) в США, в окрузі Йорк штату Небраска. Населення — 453 особи (2020).

## Географія
Маккул-Джанкшен розташований за координатами 40°44′38″ пн. ш. 97°36′3″ зх. д. / 40.74389° пн. ш. 97.60083° зх. д. (40.743858, -97.600794).  За даними Бюро перепису населення США в 2010 році селище мало площу 1,22 км², з яких 1,21 км² — суходіл та 0,01 км² — водойми.

## Демографія
Згідно з переписом 2010 року, у селищі мешкало 409 осіб у 162 домогосподарствах у складі 121 родини. Густота населення становила 335 осіб/км².  Було 172 помешкання (141/км²).
Расовий склад населення:
| - 96,1 % — білих - 1,0 % — чорних або афроамериканців - 0,7 % — вихідців з тихоокеанських островів - 0,7 % — корінних американців - 1,2 % — осіб інших рас |

До двох чи більше рас належало 0,2 %. Частка іспаномовних становила 2,9 % від усіх жителів.
За віковим діапазоном населення розподілялося таким чином: 29,1 % — особи молодші 18 років, 57,0 % — особи у віці 18—64 років, 13,9 % — особи у віці 65 років та старші. Медіана віку мешканця становила 38,6 року. На 100 осіб жіночої статі у селищі припадало 103,5 чоловіків;  на 100 жінок у віці від 18 років та старших — 95,9 чоловіків також старших 18 років.
Середній дохід на одне домашнє господарство  становив 61 705 доларів США (медіана — 51 518), а середній дохід на одну сім'ю — 67 943 долари (медіана — 61 250). Медіана доходів становила 42 361 долар для чоловіків та 34 861 долар для жінок. За межею бідності перебувало 16,4 % осіб, у тому числі 35,9 % дітей у віці до 18 років та 4,8 % осіб у віці 65 років та старших.
Цивільне працевлаштоване населення становило 240 осіб. Основні галузі зайнятості: освіта, охорона здоров'я та соціальна допомога — 29,6 %, виробництво — 12,5 %, мистецтво, розваги та відпочинок — 11,3 %.